# Palais d’Antoniadis

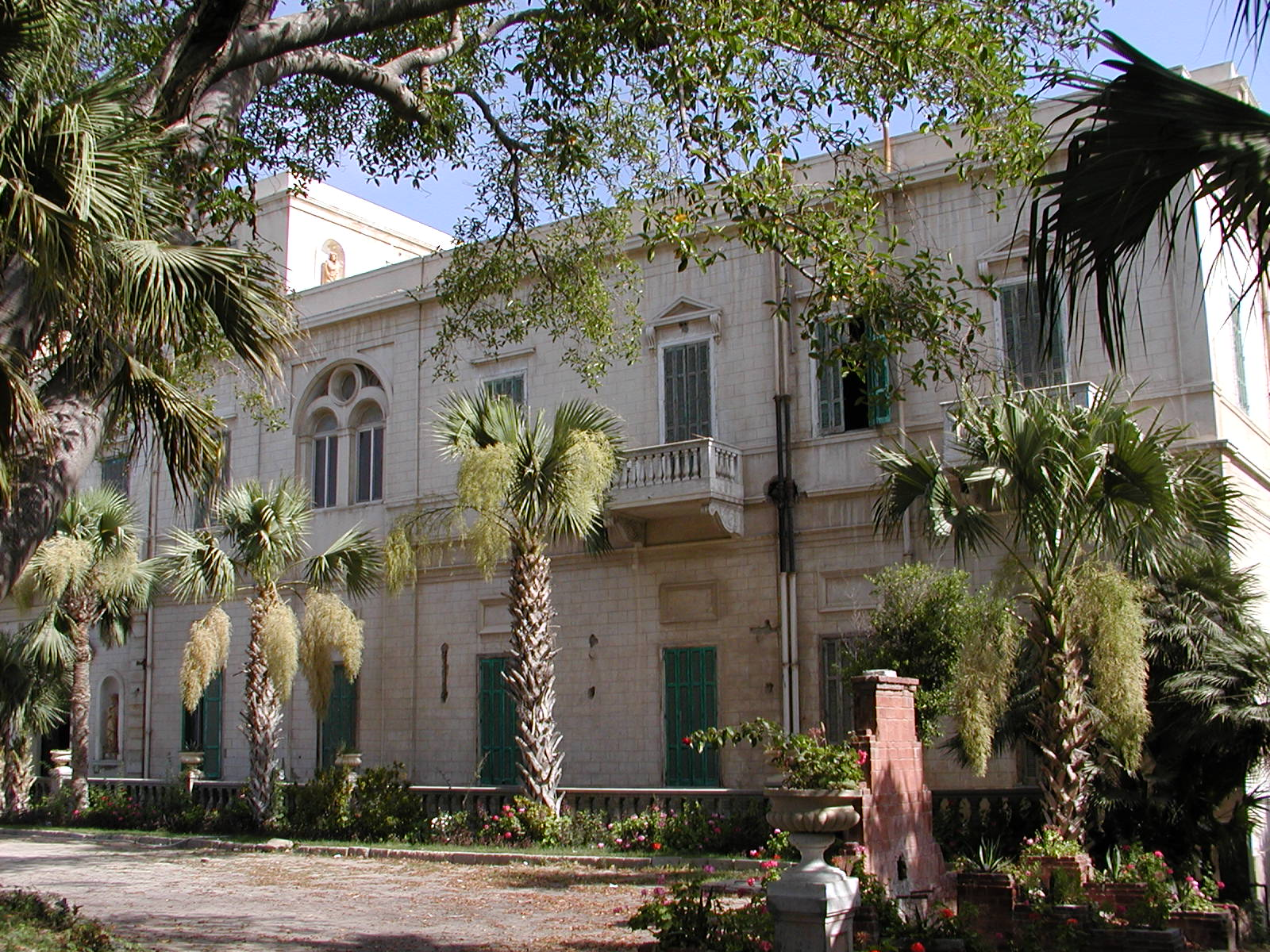
Palais dAntoniadis

El Palais d'Antoniadis es un palacio en Alejandría, Egipto, nombrado así en honor del banquero John Antoniadis. El jardín es un parque público y junto con la villa son las atracciones más populares de la ciudad. La villa es una miniatura del palacio de Versalles. Fue construido en la década de 1860 y es un monumento histórico. La propiedad perteneció al banquero griego sir John Antoniadis de la isla de Lemnos. En 1918 su hijo, Anthony, lo donó a la municipalidad de Alejandría con la condición de que llevara el nombre "Antoniadis".

## Sir John Antoniadis
John Antoniadis nació en Lemnos (1818-1895)y fue un banquero griego de Alejandría. Recibió la nacionalidad francesa mientras realizaba negocios en Marsella. Fue también presidente de la Comunidad griega en Alejandría y el cónsul general de Bélgica. La reina Victoria, le concedió el título de caballero.

## Historia
Se encuentra cerca del Canal Mahmoudia en la entrada sur de Alejandría, y está rodeado por unas 48 hectáreas de vegetación en varias secciones. Entre ellos se incluyen el Jardín Antoniadis, el Jardín de Flores, el Zoológico y Jardines Botánicos y el Jardín Nouzaba (Nuzha) , que fue un suburbio residencial habitado por los gustos de Callimachous (310-240 A.C.), jefe bibliotecario de la Biblioteca de Alejandría en ese momento. En 640 A.C, el general romano Pompilio frustró los intentos del rey de Siria por capturar Alejandría, mientras que en el mismo año, la caballería del conquistador árabe Amr Ibn el-As asentó el campamento antes de entrar en la ciudad.
El Palacio de Antoniadis y su parque fueron construidos como una versión miniatura del Palacio de Versalles. La villa y el jardín se remontan al siglo XIX, y se utilizan principalmente para albergar una colección de estatuas esculpidas en estilo griego y que fueron propiedad de Sir John Antoniadis. Consta de un sótano a nivel de 434 metros cuadrados, una planta baja de 1.085 metros cuadrados, un segundo piso de 860 metros y una superficie de techo de 480 metros cuadrados, para un área total de 2 859 metros cuadrados. El primer y segundo piso, incluyen 15 habitaciones cada uno. Existen numerosos restos arqueológicos, incluyendo una tumba y una cisterna.
La tumba en el jardín, debido a su configuración y a causa de Agathodaimon (dios de la serpiente), que adornan su cámara kline, es popularmente conocida como la "Tumba de Adán y Eva". Su entrada es por una profunda escalera de cuarenta y cuatro pasos que termina en un aterrizaje de apertura en el corte del extremo sur. Se cree que datan del siglo 1 antes de cristo. En las habitaciones principales se constan de aire libre, un vestíbulo y una alcoba con una cama funeraria, en un único eje.
Allí, la kline se reduce de un sofá funcional a una fachada tratada en bajo relieve. Durante toda la vida de Sir John Antoniadis, fue un lugar de reunión para la élite social, y escenario de mucha alegría y fiestas. Sin embargo, Antonis Antoniadis, hijo de Sir John Antoniadis, según los deseos de su padre donó la mansión de la familia, los terrenos y jardines al ayuntamiento de Alejandría.

## Actualidad
Posteriormente, fue utilizada como una casa de huéspedes para albergar a los dignatarios visitantes a Egipto, incluyendo a los reyes de Bélgica, Grecia e Italia, al Shah de Irán, Mohamed Reza Pahlevi, quien se casó con la princesa egipcia Fawzia, hermana del rey Farouk. La villa también fue anfitriona de la ceremonia de firma del acuerdo entre Egipto y Gran Bretaña en 1936, que dio a Egipto cierta independencia, e igualmente en ella se celebró la primera reunión del comité olímpico de Egipto.
Después de la revolución de 1952, parte del jardín original de la villa en sí fue utilizado para ampliar Nouzaha y los jardines zoológicos. Hubo una disminución general en la condición de la villa después, alrededor de 1970, pero los jardines permanecen en bastante buen estado.

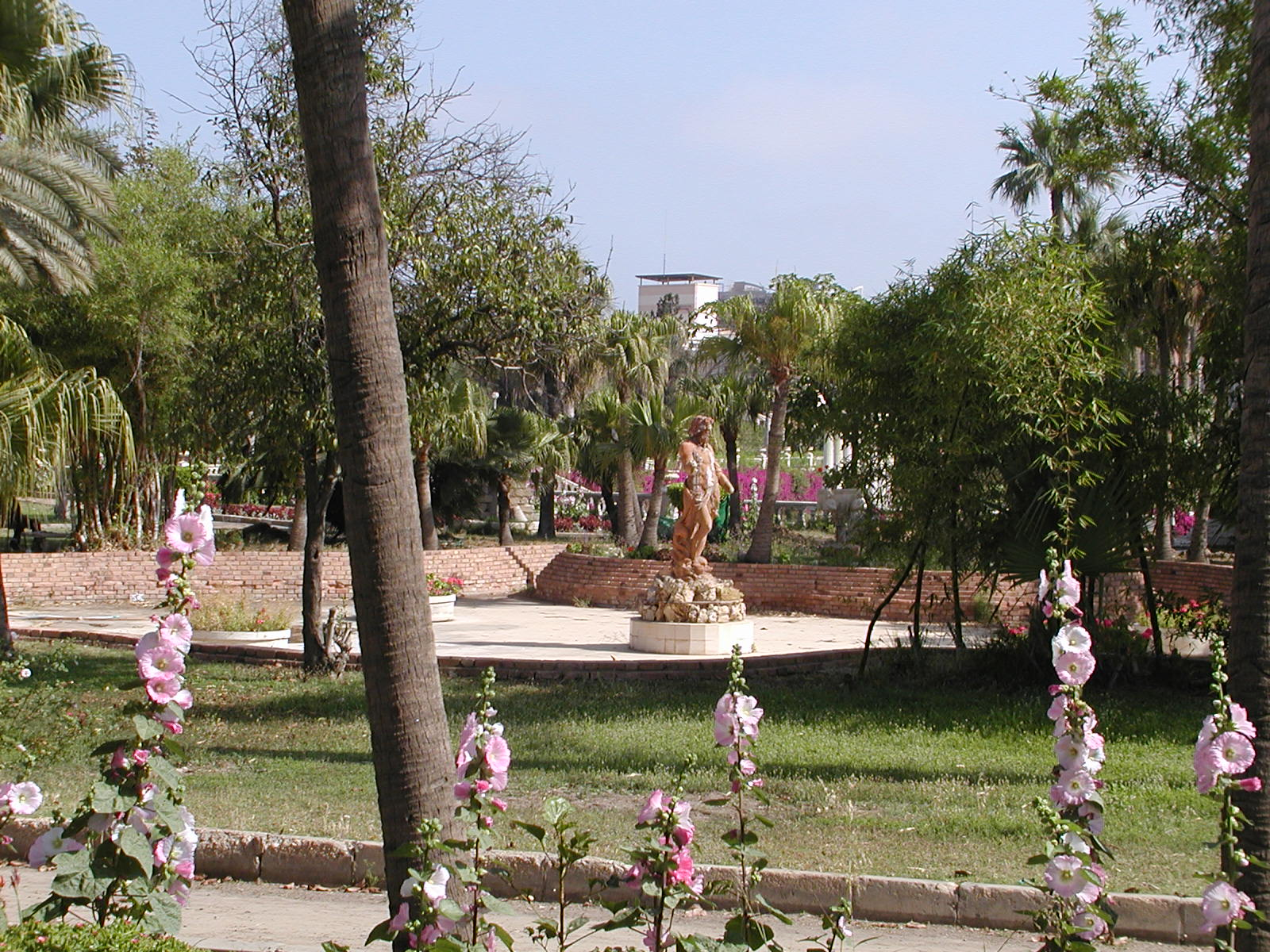
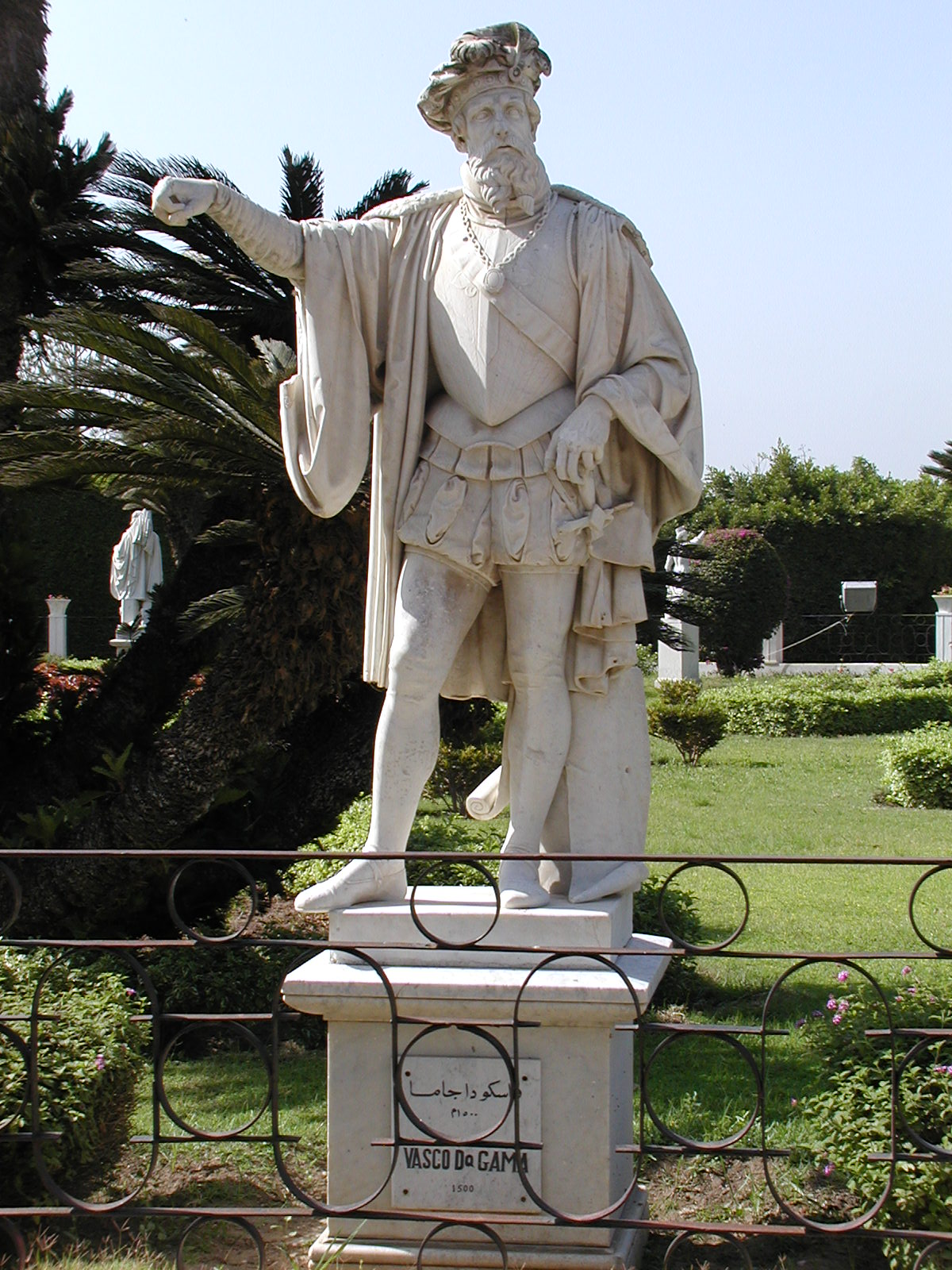
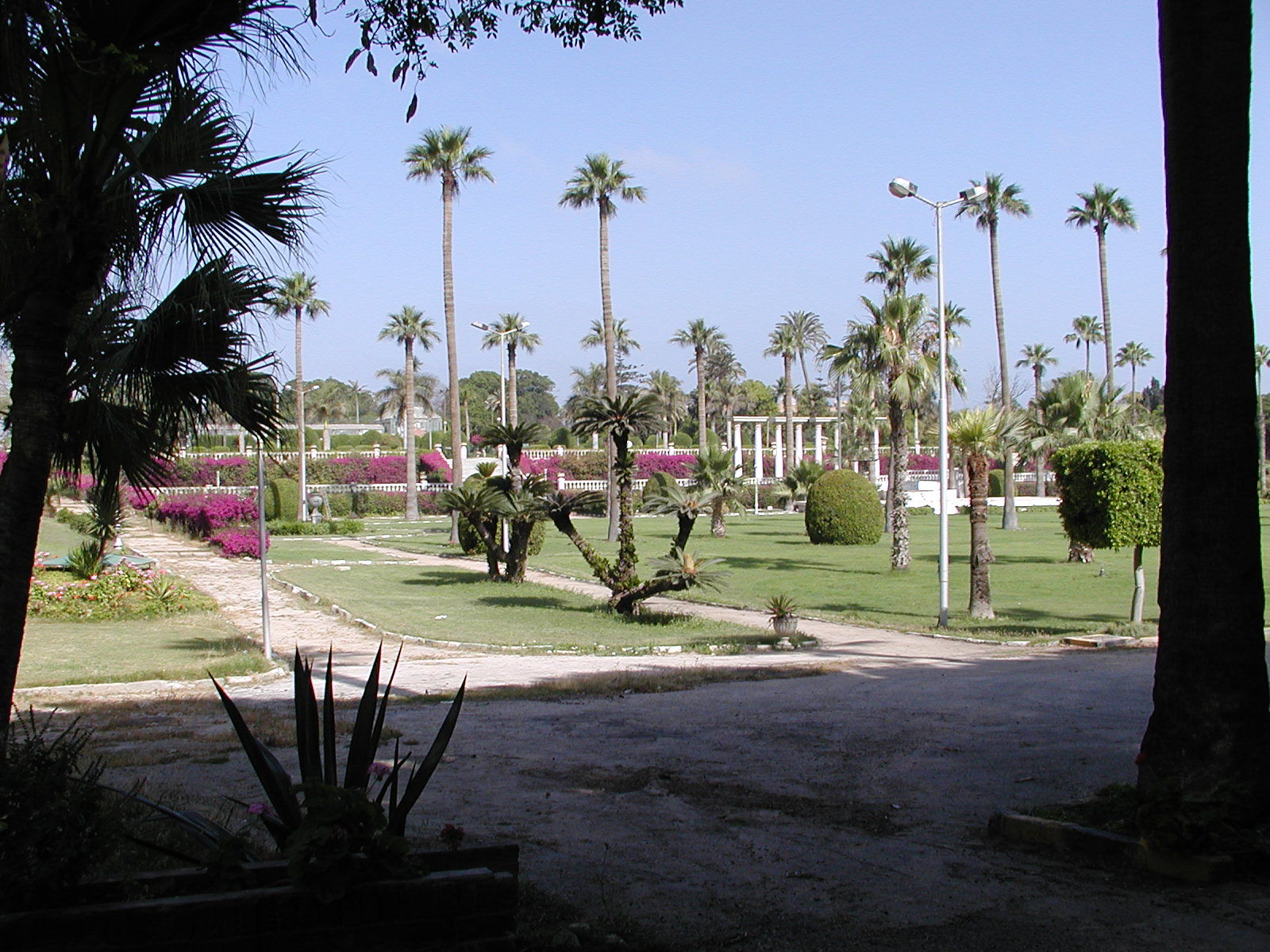